# Aló Presidente

Logo der Sendung Aló Presidente

Aló Presidente (deutsch: Hallo Präsident) war eine politische Talkshow, die vom venezolanischen Präsidenten Hugo Chávez zuerst moderiert, später fast im Alleingang, von Showblocks unterbrochen, abgehalten wurde. Sie startete am 23. Mai 1999 als Radiosendung im Sender Radios Nacional de Venezuela. Später wurde die Sendung sonntags um 11:00 Uhr über den staatlichen Fernsehe-Sender VTV und im staatseigenen Radiosender gesendet und war in ganz Venezuela empfangbar. Außerdem konnte sie als Stream im Internet gesehen werden.
Die Show konnte mehrere Stunden in Anspruch nehmen und dauerte oft bis zirka 17:00 Uhr. Dabei variierte vor allem zu Beginn das Angebot und der Ablauf der Sendungen. Die Sendung fand jedes Mal an einem anderen Ort vor einem größeren Publikum statt. Das Programm diente dazu, die sozialistische Idee der Regierung in der Bevölkerung bekannt zu machen. Unter anderem ermunterte Chávez die Bevölkerung während der Sendung anzurufen und ihre Probleme vorzutragen, sodass er diese lösen bzw. an die zuständigen Beamten weiterleiten konnte. 
Zum Beginn seiner Präsidentschaft im Jahr 1999 war Chávez bis zu 40 Stunden pro Woche in den Medien präsent gewesen.
Nachdem Chávez sich ab 2011 in Kuba einer Krebstherapie unterziehen musste, wurden die Sendungen seltener. Die letzte Ausstrahlung fand am 29. Januar 2012 statt.